# Cordillera de Guanacaste
Cordillera de Guanacaste är en bergskedja i Costa Rica. Den ligger i den nordvästra delen av landet, 150 km nordväst om huvudstaden San José.